# Bactris bahiensis
Bactris bahiensis là loài thực vật có hoa thuộc họ Arecaceae. Loài này được Noblick ex A.J.Hend. mô tả khoa học đầu tiên năm 2000.